# Rumaan Alam
Œuvres principales
Le Monde après nous (Leave the World Behind)
Rumaan Alam (né en 1977) est un écrivain américain.

## Biographie
Rumaan Alam est né en 1977 et a grandi dans la banlieue de Washington. Ses parents ont émigré du Bangladesh vers les États-Unis au début des années 1970, sa mère devient médecin et son père architecte. Rumaan Alam est le deuxième enfant d'une fratrie de quatre. Il a étudié l'écriture créative au Oberlin College. 

### Carrière
Rumaan Alam est l'auteur de trois romans : Le Monde après nous (Leave the World Behind), That Kind of Mother et Rich and Pretty. Il anime également deux podcasts pour Slate.
Son roman, Le Monde après nous, a été plébiscité par les critiques littéraires et a été nommé pour le National Book Award 2020. Avant même sa sortie, les droits de l'ouvrage sont acquis par Netflix pour une adaptation dirigée par Sam Esmail. Le film, Le Monde après nous, sort le 8 décembre 2023.

### Vie privée
Avec son compagnon, ils ont adopté deux garçons.

## Œuvres

### Romans
- Rich and Pretty, 2016
- That Kind of Mother, 2018
- Le Monde après nous (Leave the World Behind), 2020
- Entitlement, Bloomsbury, 2024

## Adaptation à l'écran
- 2023 : Le Monde après nous de Sam Esmail (Netflix)